# 川島淳
川島 淳（かわしま あつし、1972年9月2日 - ）はテレビ朝日の社員で元アナウンサー。

## 来歴・人物
- 大阪府富田林市出身。
- 大阪府立富田林高等学校、同志社大学経済学部を卒業後、1996年にテレビ朝日入社。
- 入社後は野球や陸上競技などのスポーツ実況を担当。2003年秋にスポーツ業務推進部へ異動したが、2007年7月に中村昭治と入れ替わる形で復帰。情報・報道番組を担当した。2011年7月1日に編成部へ再異動。

## 過去の出演番組
代表で務めた報道・情報ワイドショー番組
| 期間                | 期間               | 番組名            | 役職                   |
| ------------------- | ------------------ | ----------------- | ---------------------- |
| 1998年4月           | 1998年9月          | 早起き!チェック   | 火曜日スポーツ担当     |
| 1998年10月          | 1999年3月          | 早起き!チェック   | 水曜日スポーツ担当     |
| 1998年4月2001年10月 | 1998年9月2002年6月 | やじうまワイド    | 火曜日朝刊コーナー担当 |
| 1998年10月          | 1999年3月          | やじうまワイド    | 月曜日スポーツ担当     |
| 1998年10月          | 1999年3月          | やじうまワイド    | 水曜日朝刊コーナー担当 |
| 2000年4月           | 2001年3月          | 速報!スポーツCUBE | サブキャスター         |
| 2002年7月           | 2003年3月          | やじうまプラス    | 月・火曜日スポーツ担当 |
| 2007年10月          | 2010年9月          | やじうまプラス    | 平日朝刊コーナー担当   |
| 2010年10月          | 2011年6月          | やじうまテレビ!   | 平日スポーツ担当       |

その他
- スーパーJチャンネル（1998年9月 - 2000年3月）
- 頑張る人応援バラエティ 体育の時間（2007年10月 - 2008年2月、実況担当）
- テレ朝チャンネルニュース (CSテレ朝チャンネル、不定期)※BS朝日のNews Accessと同形態の番組

## 同期入社
- 古澤琢(現在は宣伝部へ異動)
- 萩野志保子
- 吉元潤子（退社）